# Gail Strickland
Gail Strickland (Birmingham, 18 maggio 1947) è un'attrice statunitense.

## Biografia
Figlia di Theodosia e Lynn Strickland, suo padre morì per un infarto quando lei aveva 10 anni.
Ha partecipato ad alcuni noti film degli anni settanta come Detective Harper: acqua alla gola (1975), Questa terra è la mia terra (1976) e Norma Rae (1979). È apparsa anche in numerose serie televisive come M*A*S*H e in 11 episodi della serie La signora del West. Nel 2002 ha recitato nell'unica stagione della serie First Monday.

## Filmografia parziale

### Cinema
- Detective Harper: acqua alla gola (The Drowning Pool), regia di Stuart Rosenberg (1975)
- Amore dolce amore (Bittersweet Love), regia di David Miller (1976)
- Questa terra è la mia terra (Bound for Glory), regia di Hal Ashby (1976)
- Domani vinco anch'io (One on One), regia di Lamont Johnson (1977)
- I guerrieri dell'inferno (Who'll Stop the Rain), regia di Karel Reisz (1978)
- Norma Rae, regia di Martin Ritt (1979)
- Fratelli nella notte (Uncommon Valor), regia di Ted Kotcheff (1983)
- Omicidio in 35mm (Lies), regia di Jim Wheat e Ken Wheat (1983)
- Oxford University (Oxford Blues), regia di Robert Boris (1984)
- Protocol, regia di Herbert Ross (1984)
- L'uomo della luna (The Man in the Moon), regia di Robert Mulligan (1991)
- Amarsi (When a Man Loves a Woman), regia di Luis Mandoki (1994)
- Gli anni dei ricordi (How to Make an American Quilt), regia di Jocelyn Moorhouse (1995)
- Il presidente - Una storia d'amore (The American President), regia di Rob Reiner (1995)
- Quality Time, regia di Chris LaMont (2008)

### Televisione
- Dark Shadows – serie TV, 2 episodi (1969)
- Mary Tyler Moore – serie TV, 1 episodio (1973)
- Hawaii Squadra Cinque Zero (Hawaii Five-O) – serie TV, 2 episodi (1974)
- The Bob Newhart Show – serie TV, 2 episodi (1974-1976)
- Ellery Queen – serie TV, episodio 1x00 (1975)
- Kojak – serie TV, episodio 3x22 (1976)
- The Gathering, regia di Randal Kleiser – film TV (1977)
- Lou Grant – serie TV, 1 episodio (1978)
- M*A*S*H – serie TV, 1 episodio (1981)
- My Body, My Child, regia di Marvin J. Chomsky – film TV (1982)
- Starflight: The Plane That Couldn't Land, regia di Jerry Jameson – film TV (1983)
- Casa Keaton (Family Ties) – serie TV, 1 episodio (1984)
- Giudice di notte (Night Court) – serie TV, 1 episodio (1984)
- Insiders – serie TV, 13 episodi (1985-1986)
- Autostop per il cielo (Highway to Heaven) – serie TV, episodio 4x10 (1987)
- La signora del West (Dr. Quinn, Medicine Woman) – serie TV, 11 episodi (1993)
- Star Trek: Deep Space Nine – serie TV, episodio 2x15 (1994)
- La signora in giallo (Murder, She Wrote) – serie TV, episodi 4x08-11x03 (1987-1994)
- Seinfeld – serie TV, 2 episodi (1994-1995)
- JAG - Avvocati in divisa (JAG) – serie TV, 1 episodio (1995)
- Walker Texas Ranger – serie TV, 1 episodio (1997)
- E.R. - Medici in prima linea (ER) – serie TV, 1 episodio (1999)
- First Monday – serie TV, 13 episodi (2002)